# Gustavo Bustamante
Gustavo Bustamante (n. Vinces, Ecuador; 9 de agosto de 1994) es un futbolista ecuatoriano. Juega de defensa y su equipo actual es el Manta Fútbol Club de la Serie B de Ecuador.

## Trayectoria
Empezó su carrera futbolística en el equipo de su ciudad natal en el año 2010, se formó e hizo las formativas en equipos de Vinces, la sub-14, la sub-16, la sub-18. El primero de ellos fue Fiorentina Fútbol Club y para 2011 llega por primera vez al Club Deportivo y Social Santa Rita, ambos de la Segunda Categoría de Los Ríos, en general la mayor parte de vida jugó en equipos de Tercera División.
En marzo de 2012 arribó a Deportivo Colón de Manabí para jugar el torneo provincial de Segunda Categoría. En 2013 y 2014 volvió a Santa Rita de Vinces en el equipo principal. En 2015 estuvo en el 5 de Julio de Portoviejo donde no pasó de la primera fase.
Santa Rita lo acoge por tercera vez durante las temporadas 2016 y 2017, en esa estancia en el club consiguió los mejores resultados deportivos de su carrera, primero en 2016 logró el título de campeón del torneo provincial de Segunda Categoría, el primero en su carrera fue el del 2013 y seguido en 2014 el bicampeonato, ambos torneo en la provincia de Los Ríos, luego en fase nacional fue pieza fundamental para que Santa Rita consiga el vicecampeonato y ascenso a la Serie B. Fue ratificado para 2017 y debuta profesionalmente en la Serie B, en la temporada marcó 8 goles, su mejor producción personal en una sola campaña, esto debido a que también se desempeña como delantero extremo.
El primer gol que marcó en Serie B lo hizo el 31 de marzo de 2017 en la fecha 5 del torneo, convirtió el único gol con el que Santa Rita venció a Mushuc Runa como local por 1-0, lo facturó de penal al minuto 22. Al finalizar su vínculo con el cuadro santo es llevado a los registros del Independiente del Valle. En primera instancia es cedido a préstamo al equipo Alianza Cotopaxi en 2018 como parte del proyecto filial de los rayados del valle.
Con el equipo de Cotopaxi logró el título de campeón provincial y el de la Segunda Categoría Nacional al final del año, esto le valió en su segundo ascenso a la Serie B. En 2019 lo ratifican para la LigaPro Banco Pichincha Pymes con el renovado equipo de Independiente Juniors, donde disputó varios partidos y anotó un gol, incluidos duelos de la Copa Ecuador.
Para la temporada 2020 es contratado por el Manta Fútbol Club de la Serie B.

## Estadísticas

### Clubes
Actualizado al último partido disputado el 26 de octubre de 2023.
| Club                            | Div.          | Temporada     | Liga  | Liga  | Copas nacionales | Copas nacionales | Copas internacionales | Copas internacionales | Total | Total |
| Club                            | Div.          | Temporada     | Part. | Goles | Part.            | Goles            | Part.                 | Goles                 | Part. | Goles |
| ------------------------------- | ------------- | ------------- | ----- | ----- | ---------------- | ---------------- | --------------------- | --------------------- | ----- | ----- |
| Fiorentina · Ecuador            | 3.ª           | 2010          | 1     | 0     | —                | —                | —                     | —                     | 1     | 0     |
| Fiorentina · Ecuador            | Total club    | Total club    | 1     | 0     | 0                | 0                | 0                     | 0                     | 1     | 0     |
| Santa Rita · Ecuador            | 3.ª           | 2011          | 17    | 6     | —                | —                | —                     | —                     | 17    | 6     |
| Santa Rita · Ecuador            | 3.ª           | 2013          | 22    | 3     | —                | —                | —                     | —                     | 22    | 3     |
| Santa Rita · Ecuador            | 3.ª           | 2014          | 22    | 7     | —                | —                | —                     | —                     | 22    | 7     |
| Santa Rita · Ecuador            | 3.ª           | 2016          | 30    | 13    | —                | —                | —                     | —                     | 30    | 13    |
| Santa Rita · Ecuador            | 2.ª           | 2017          | 41    | 8     | —                | —                | —                     | —                     | 41    | 8     |
| Santa Rita · Ecuador            | Total club    | Total club    | 132   | 37    | 0                | 0                | 0                     | 0                     | 132   | 37    |
| Deportivo Colón · Ecuador       | 3.ª           | 2012          | 9     | 0     | —                | —                | —                     | —                     | 9     | 0     |
| Deportivo Colón · Ecuador       | Total club    | Total club    | 9     | 0     | 0                | 0                | 0                     | 0                     | 9     | 0     |
| 5 de Julio · Ecuador            | 3.ª           | 2015          | 8     | 1     | —                | —                | —                     | —                     | 8     | 1     |
| 5 de Julio · Ecuador            | Total club    | Total club    | 8     | 1     | 0                | 0                | 0                     | 0                     | 8     | 1     |
| Alianza Cotopaxi · Ecuador      | 3.ª           | 2018          | 33    | 10    | —                | —                | —                     | —                     | 33    | 10    |
| Alianza Cotopaxi · Ecuador      | Total club    | Total club    | 33    | 10    | 0                | 0                | 0                     | 0                     | 33    | 10    |
| Independiente Juniors · Ecuador | 2.ª           | 2019          | 18    | 1     | 1                | 0                | —                     | —                     | 19    | 1     |
| Manta F. C. · Ecuador           | 2.ª           | 2020          | 3     | 0     | —                | —                | —                     | —                     | 3     | 0     |
| Manta F. C. · Ecuador           | 1.ª           | 2021          | 24    | 1     | —                | —                | —                     | —                     | 24    | 1     |
| Independiente Juniors · Ecuador | 2.ª           | 2022          | 4     | 0     | 2                | 0                | —                     | —                     | 6     | 0     |
| Independiente Juniors · Ecuador | Total club    | Total club    | 22    | 1     | 3                | 0                | 0                     | 0                     | 25    | 1     |
| Manta F. C. · Ecuador           | 2.ª           | 2023          | 27    | 3     | —                | —                | —                     | —                     | 27    | 3     |
| Manta F. C. · Ecuador           | Total club    | Total club    | 54    | 4     | 0                | 0                | 0                     | 0                     | 54    | 4     |
| Total carrera                   | Total carrera | Total carrera | 259   | 53    | 3                | 0                | 0                     | 0                     | 262   | 53    |
| 1.                              |               |               |       |       |                  |                  |                       |                       |       |       |

## Palmarés

### Campeonatos provinciales
| Título                        | Club             | País    | Año  |
| ----------------------------- | ---------------- | ------- | ---- |
| Segunda Categoría de Los Ríos | Santa Rita       | Ecuador | 2013 |
| Segunda Categoría de Los Ríos | Santa Rita       | Ecuador | 2014 |
| Segunda Categoría de Los Ríos | Santa Rita       | Ecuador | 2016 |
| Segunda Categoría de Cotopaxi | Alianza Cotopaxi | Ecuador | 2018 |

### Campeonatos nacionales
| Título            | Club             | País    | Año  |
| ----------------- | ---------------- | ------- | ---- |
| Segunda Categoría | Santa Rita       | Ecuador | 2016 |
| Segunda Categoría | Alianza Cotopaxi | Ecuador | 2018 |